# Tyto sororcula
La lechuza de campanario de Tanimbar o lechuza de las Tanimbar (Tyto sororcula) es una especie de ave estrigiforme de la familia Tytonidae.

## Distribución
Es endémica de las selvas de las islas Tanimbar y Buru (la lechuza de Ceram quizá pertenezca a otra especie: Tyto almae), en las Molucas (Indonesia).

## Estado de conservación
Está amenazada por la pérdida de hábitat.